# Oxytropis siziwangensis
Oxytropis siziwangensis är en ärtväxtart som beskrevs av Yi Zhi Zhao och Zhong Y.Zhu. Oxytropis siziwangensis ingår i släktet klovedlar, och familjen ärtväxter. Inga underarter finns listade i Catalogue of Life.